# Halbmetalle
Die Halbmetalle sind Elemente und stehen im Periodensystem zwischen den Metallen und den Nichtmetallen. Sie können von der elektrischen Leitfähigkeit und vom Aussehen her weder den Metallen noch den Nichtmetallen zugeordnet werden. Alle Halbmetalle sind Feststoffe bei Normalbedingungen.
Halbleiter ist ein Überbegriff und umfasst Halbmetalle und Verbindungshalbleiter gleichermaßen. Früher wurden Halbmetalle auch als Metalloide bezeichnet, wobei diese Bezeichnung auch für Nichtmetalle verwendet wurde.

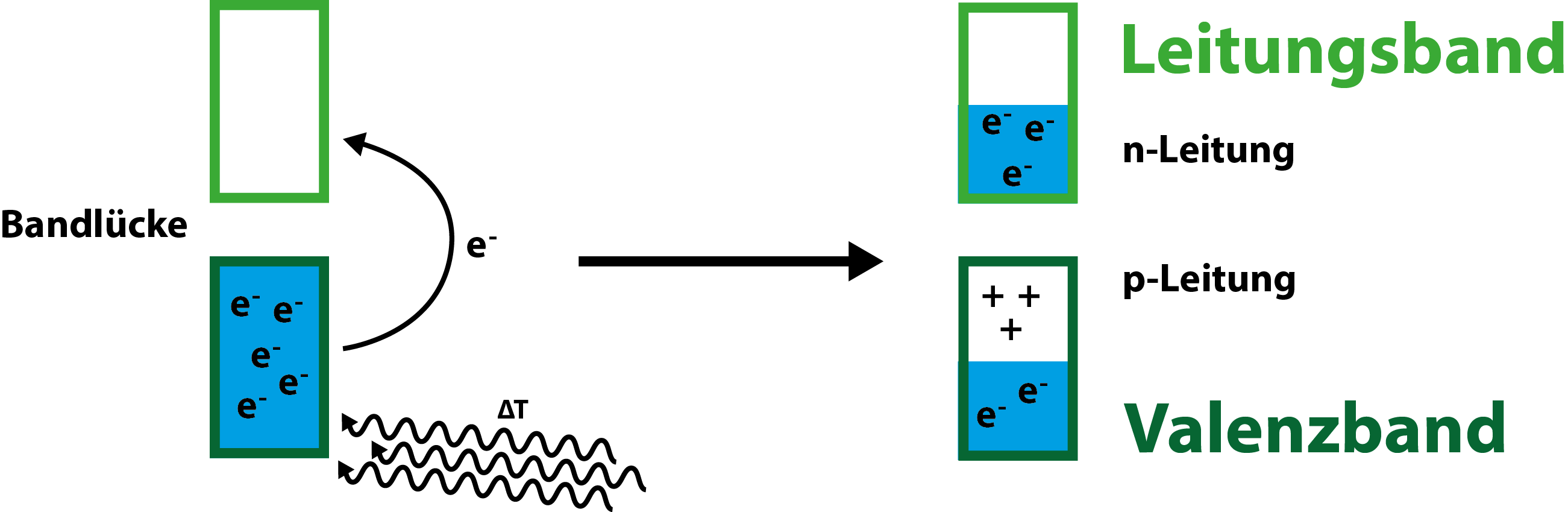
Die Anregung eines Halbleiters durch thermische Energie.

## Definition

### Ältere Definition
Die ursprüngliche Definition der Halbmetalle gilt heute in der Chemie als veraltet. Sie definiert die Halbmetalle als eine Reihe von Elementen, die in der 3. bis 6. Hauptgruppe des Periodensystems stehen.
Zu den Halbmetallen gehören die folgenden Elemente:
| B  | Bor       | typisches Halbmetall     |
| Si | Silicium  | typisches Halbmetall     |
| Ge | Germanium | ist eher ein Metall      |
| As | Arsen     | typisches Halbmetall     |
| Sb | Antimon   | ist eher ein Metall      |
| Bi | Bismut    | ist eher ein Metall      |
| Se | Selen     | ist eher ein Nichtmetall |
| Te | Tellur    | typisches Halbmetall     |
| Po | Polonium  | ist ein Metall           |

Diese Elemente weisen sowohl Eigenschaften von Metallen als auch Eigenschaften klassischer Nichtleiter auf. Sie kommen meist in zwei allotropen Kristallmodifikationen vor, von denen die eine metallischen, die andere nichtmetallischen Charakter trägt. Im Allgemeinen ist ihre elektrische Leitfähigkeit bei Raumtemperatur ziemlich klein, nimmt aber mit zunehmender Temperatur stark zu, im Gegensatz zu Metallen. Deswegen werden Halbmetalle auch als elementare Halbleiter bezeichnet.
Tatsächlich sind aber viele dieser Elemente klassische Halbleiter wie Germanium oder Silicium. Ihre äußere Elektronenschale ist mit drei bis sechs Elektronen besetzt, deswegen können sie sowohl Elektronen abgeben als auch aufnehmen.
Im Periodensystem finden sich die Halbmetalle in einer Diagonalen zwischen Bor und Astat. Elemente, die rechts oberhalb dieser Linie liegen, sind Nichtmetalle. Elemente, die links unterhalb dieser Linie liegen, sind Metalle.
| H  |    |    |    |    |    |    |    |    |    |    |    |    |    |    |    |    |    | He |
| Li | Be |    |    |    |    |    |    |    |    |    |    |    | B  | C  | N  | O  | F  | Ne |
| Na | Mg |    |    |    |    |    |    |    |    |    |    |    | Al | Si | P  | S  | Cl | Ar |
| K  | Ca | Sc |    | Ti | V  | Cr | Mn | Fe | Co | Ni | Cu | Zn | Ga | Ge | As | Se | Br | Kr |
| Rb | Sr | Y  |    | Zr | Nb | Mo | Tc | Ru | Rh | Pd | Ag | Cd | In | Sn | Sb | Te | I  | Xe |
| Cs | Ba | La | *  | Hf | Ta | W  | Re | Os | Ir | Pt | Au | Hg | Tl | Pb | Bi | Po | At | Rn |
| Fr | Ra | Ac | ** | Rf | Db | Sg | Bh | Hs | Mt | Ds | Rg | Cn | Nh | Fl | Mc | Lv | Ts | Og |
| -- | -- | -- | -- | -- | -- | -- | -- | -- | -- | -- | -- | -- | -- | -- | -- | -- | -- | -- |
|    |    |    |    |    |    |    |    |    |    |    |    |    |    |    |    |    |    |    |
|    |    |    | *  | Ce | Pr | Nd | Pm | Sm | Eu | Gd | Tb | Dy | Ho | Er | Tm | Yb | Lu |    |
|    |    |    | ** | Th | Pa | U  | Np | Pu | Am | Cm | Bk | Cf | Es | Fm | Md | No | Lr |    |

### Neuere Definition
In der neueren Definition der Halbmetalle, die zunehmend in der Chemie und vor allem in der Physik verwendet wird, bezieht man sich mehr auf die Bandstruktur der Festkörper als nur auf die physikalischen und chemischen Eigenschaften. Halbmetalle sind danach kristalline Festkörper mit einer Bandlücke, die den Wert Null oder einen Wert im Bereich der thermischen Energie {\displaystyle k_{\mathrm {B} }T} hat, wobei {\displaystyle k_{\mathrm {B} }} die Boltzmann-Konstante und {\displaystyle T} die absolute Temperatur ist. Typische Vertreter aus dem Bereich der Elemente sind die Kohlenstoff-Modifikation Graphit und graues Zinn (α-Sn).
Eine exakte Zuordnung ist allerdings sehr schwierig, da, wie erwähnt, die unterschiedlichen Kristallmodifikationen meist unterschiedliche Eigenschaften besitzen. So ist weißes Zinn (β-Sn) ein Metall und graues Zinn (α-Sn) ein Halbleiter, letzteres kann aber auch als Halbmetall bezeichnet werden. Die Zuordnung sollte deshalb nach der häufigsten Modifikation bei Raumtemperatur und Normaldruck erfolgen.
| H  |    |    |    |    |    |    |    |    |    |    |    |    |    |    |    |    |    | He |
| Li | Be |    |    |    |    |    |    |    |    |    |    |    | B  | C  | N  | O  | F  | Ne |
| Na | Mg |    |    |    |    |    |    |    |    |    |    |    | Al | Si | P  | S  | Cl | Ar |
| K  | Ca | Sc |    | Ti | V  | Cr | Mn | Fe | Co | Ni | Cu | Zn | Ga | Ge | As | Se | Br | Kr |
| Rb | Sr | Y  |    | Zr | Nb | Mo | Tc | Ru | Rh | Pd | Ag | Cd | In | Sn | Sb | Te | I  | Xe |
| Cs | Ba | La | *  | Hf | Ta | W  | Re | Os | Ir | Pt | Au | Hg | Tl | Pb | Bi | Po | At | Rn |
| Fr | Ra | Ac | ** | Rf | Db | Sg | Bh | Hs | Mt | Ds | Rg | Cn | Nh | Fl | Mc | Lv | Ts | Og |
| -- | -- | -- | -- | -- | -- | -- | -- | -- | -- | -- | -- | -- | -- | -- | -- | -- | -- | -- |
|    |    |    |    |    |    |    |    |    |    |    |    |    |    |    |    |    |    |    |
|    |    |    | *  | Ce | Pr | Nd | Pm | Sm | Eu | Gd | Tb | Dy | Ho | Er | Tm | Yb | Lu |    |
|    |    |    | ** | Th | Pa | U  | Np | Pu | Am | Cm | Bk | Cf | Es | Fm | Md | No | Lr |    |

- B, C (Graphit), Si, P (schwarzer), Ge, Se (graues), Te sind nach dieser Klassifikation Halbleiter.
- As, Sb, Po, At sind nach dieser Klassifikation Halbmetalle.
- Al, Ga, Sn, Bi, In, Pb, Tl sind Metalle.

## Eigenschaften

### Physikalische Eigenschaften
Als Halbmetalle werden die chemischen Elemente bezeichnet, die in ihren Eigenschaften eine Zwischenstellung zwischen den Metallen und den Nichtmetallen einnehmen. Sie weisen halbleitende und amphotere Eigenschaften auf, sind aber nicht mit der Stoffgruppe der Halbleiter identisch. Es handelt sich bei Halbmetallen um Feststoffe, die teilweise sowohl metallische als auch nichtmetallische Modifikationen bilden. Dazu betrachtet man u. a. die elektrische Leitfähigkeit der kristallinen Feststoffe. Zahlreiche Halbmetalle haben Halbleitereigenschaften, d. h., sie weisen eine mittlere elektrische Leitfähigkeit auf, die mit steigender Temperatur wächst. Allerdings sind die Begriffe Halbleiter und Halbmetall keine Synonyme. So gibt es halbleitende Oxide und Polymere, die keine Halbmetalle, sondern Verbindungen sind. Die spezifische Leitfähigkeit von Halbleitern wie Silicium oder Germanium ist um mehrere Größenordnungen geringer als die der Metalle.
Die elektrischen Eigenschaften der Halbleiter kann man mit dem Bändermodell erklären. Nach diesem Modell befinden sich die Elektronen im Valenzband, das durch eine Bandlücke von dem höher liegenden Leitungsband getrennt ist. In Halbleitern sind bei tiefen Temperaturen praktisch alle Elektronen im Valenzband. Bei den Elementen der 4. Hauptgruppe wie Silicium und Germanium ist dieses dann vollständig besetzt, sodass kein Strom fließen kann. Aber bereits bei Zimmertemperatur haben die Elektronen ausreichend Energie, um die Bandlücke zu überwinden und in das Leitungsband überzugehen. Die Leitfähigkeit nimmt dann mit der Temperatur stark zu.
| Element                           | Bor        | Kohlenstoff            | Silicium    | Phosphor                 | Germanium | Arsen             | Selen            | Antimon      | Tellur  | Astat |
| --------------------------------- | ---------- | ---------------------- | ----------- | ------------------------ | --------- | ----------------- | ---------------- | ------------ | ------- | ----- |
| Schmelzpunkt in °C (1013 hPa)     | 2076       | 3642                   | 1410        | 44,2                     | 938,3     | 613               | 221              | 630,63       | 449,51  | 575   |
| Siedepunkt in °C (1013 hPa)       | 3930       | 3642                   | 3260        | 280                      | 2830      | 613               | 685              | 1635         | 990     | 610   |
| Dichte in g/cm³ (20 °C, 1013 hPa) | 2,460      | 2,26                   | 2,336       | 1,83                     | 5,323     | 5,73              | 4,819            | 6,697        | 6,24    |       |
| Mohshärte                         | 9,3        | 0,5                    | 6,5         |                          | 6,0       | 3,5               | 2,0              | 3,0          | 2,25    |       |
| Elektrische Leitfähigkeit in S/m  | 1,0 · 10−4 | 3 · 106                | 2,52 · 10−4 | 1,0 · 10−9               | 1,45–2,2  | 3,03 · 106        | 1,0 · 10−10      | 2,5 · 106    | 1 · 104 |       |
| Wärmeleitfähigkeit in W/(m·K)     | 27         |                        | 150         | 0,236                    | 60        | 50                | 0,52             | 24           | 3       | 2     |
| Dissoziationsenergie in kJ/mol    |            |                        |             | 314,8                    |           | 302,7             | 308              | 262,5        | 225     |       |
| Bandlücke in eV                   |            |                        | 1,12        |                          | 0,67      |                   | 1,74             |              |         |       |
| Ordnungszahl                      | 5          | 6                      | 14          | 15                       | 32        | 33                | 34               | 51           | 52      | 85    |
| Atommasse in u                    | 10,81      | 12,011                 | 28,085      | 30,974                   | 72,630    | 74,922            | 78,971           | 121,760      | 127,60  |       |
| Elektronegativität                | 2,04       | 2,55                   | 1,90        | 2,19                     | 2,01      | 2,18              | 2,55             | 2,05         | 2,1     | 2,2   |
| Modifikationen (1)                |            | Graphit Diamant        |             | weiß schwarz rot violett |           | grau gelb schwarz | grau schwarz rot | grau schwarz |         |       |
| Kristallsystem (2)                | P3         | Graphit: h Diamant: A4 | A4          | cl                       | A4        | P3                | h                | P3           | h       | cF    |

(1) Die häufigste Modifikation ist fett markiert.
(2) cl: kubisch raumzentriert, cF: kubisch flächenzentriert, P3: rhomboedrisch, oP: orthorhombisch, A4: Diamantstruktur, h: hexagonal

### Chemische Eigenschaften
Die Zwischenstellung der Halbmetalle zeigt sich auch im amphoteren Charakter der Elemente und ihrer Oxide. So lösen sich die meisten Halbmetalle sowohl in Säuren als auch in Basen. Die Oxide können ebenfalls mit Säuren und Basen Salze bilden. Von den meisten Halbmetallen existieren sowohl metallische als auch nichtmetallische Modifikationen. Auch im Periodensystem der Elemente nehmen die Halbmetalle eine Mittelstellung ein.